# Mirror of Madness
Mirror of Madness es el segundo álbum de estudio la banda finlandesa de death metal melódico, Norther. Mirror of Madness contiene una versión de "Smash" (de la banda de punk rock, The Offspring). Es el único álbum que lanzaron en Norteamérica. La canción "Unleash Hell" fue lanzada como sencillo.

## Lista de canciones
1. "Blackhearted" − 4:19
2. "Betrayed" − 4:54
3. "Of Darkness And Light" − 5:06
4. "Midnight Walker" − 4:45
5. "Cry" − 4:58
6. "Everything Is An End" − 4:33
7. "Unleash Hell" − 4:15
8. "Dead" − 5:27
9. "Mirror Of Madness" − 4:42
10. "Frozen Sky (Bonus Track)" − 3:18
11. "Smash (Bonus Track)" − 2:40 (Cover The Offspring)

## Créditos
- Petri Lindroos - Guitarra, voces
- Kristian Ranta - Guitarra
- Tuomas Planman - Teclado
- Jukka Koskinen - Bajo
- Toni Hallio - Batería

- Datos: Q2621206